# Fronteras de Alemania
Las fronteras de Alemania son los límites internacionales que tiene la República Federal de Alemania con los países vecinos. 

## Fronteras

### Fronteras terrestres
Alemania comparte fronteras terrestres con nueve países vecinos, con un total de 3621 km:
- En el norte, la frontera con Dinamarca tiene solo 68 km de largo, dividiendo el istmo de Jutlandia en dos;
- Al oeste, sur y este, la frontera forma una línea continua de 3553 km, separando sucesivamente a Alemania de los Países Bajos, Bélgica, Luxemburgo, Francia, Suiza, Austria, Chequia y Polonia.

La frontera alemana tiene tres particularidades geopolíticas:
- En la frontera belga, la línea ferroviaria Vennbahn, bajo soberanía belga, separa cinco enclaves alemanes en Bélgica;
- La ciudad alemana de Büsingen am Hochrhein está enclavada en Suiza;
- El municipio austriaco de Jungholz está conectado con el resto del país solo por un punto, la cumbre de Sorgschrofen, creando un enclave cuasi-austríaco en Alemania.

### Fronteras marítimas
Dado que Alemania tiene un frente marítimo en el norte del país, en el mar del Norte al oeste de Jutlandia y el mar Báltico al este, se han firmado varios tratados de delimitación marítima con los 5 países vecinos:
- Dinamarca: delimitación de la plataforma continental, 9 de junio de 1965,[1] 28 de enero de 1971,[2] y 14 de septiembre de 1988,[3] límite en la bahía de Flensborg Fiord el 22 y 28 de octubre de 1970.[4]
- Países Bajos: delimitación de la plataforma continental, 28 de enero de 1971,[5] límite costero el 29 de septiembre y 24 de noviembre de 1975.[6]
- Polonia: delimitación de la plataforma continental, 29 de octubre de 1968,[7] límite en la bahía del Óder el 22 de mayo de 1989,[8] confirmación de fronteras el 14 de noviembre de 1990[9] después de la reunificación del país.
- Reino Unido: delimitación de la plataforma continental, 25 de noviembre de 1971.[10]
- Suecia: delimitación de la plataforma continental, 22 de junio de 1978.[11]

### Resumen
La siguiente tabla resume todas las fronteras de Alemania:
| País            | Tierra (km) | Mar (km) | Total (km) | Notas |
| --------------- | ----------- | -------- | ---------- | --- |
| Austria         | 784         | —        | 784        | |
| Bélgica         | 167         | —        | 167        | Cinco enclaves alemanes en Bélgica (Münsterbildchen, Mützenich, Roetgener Wald, Rückschlag y Ruitzhof)                                                    |
| Dinamarca       | 68          | 706      | 774        | |
| Francia         | 451         | —        | 451        | |
| Luxemburgo      | 138         | —        | 138        | Las vías fluviales que forman la mayor parte de esta frontera son un condominio germano-luxemburgués bajo la soberanía conjunta de Alemania y Luxemburgo. |
| Países Bajos    | 577         | 336      |            | |
| Polonia         | 456         | 87       | 456        | |
| Reino Unido     | —           | 18       | 18         | |
| Suecia          | —           | 55       | 55         | |
| Suiza           | 334         | —        | 334        | Un enclave alemán en Suiza (Büsingen am Hochrhein) |
| República Checa | 646         | —        | 646        | |
| Total           | 3621        | 1202     | 4823       | |